# Så mycket bättre (säsong 8)
Den åttonde säsongen av Så mycket bättre spelades återigen in på pensionatet Grå Gåsen beläget i Burgsvik på södra Gotland, och sändes mellan 21 oktober och 16 december 2017 på TV4 med programtiden 20:00 på lördagar. 
De som medverkade denna säsong var Eric Saade, Icona Pop (Aino Jawo och Caroline Hjelt), Kikki Danielsson, Moneybrother (Anders Wendin), Sabina Ddumba, Tomas Andersson Wij och Uno Svenningsson.

## Avsnitt

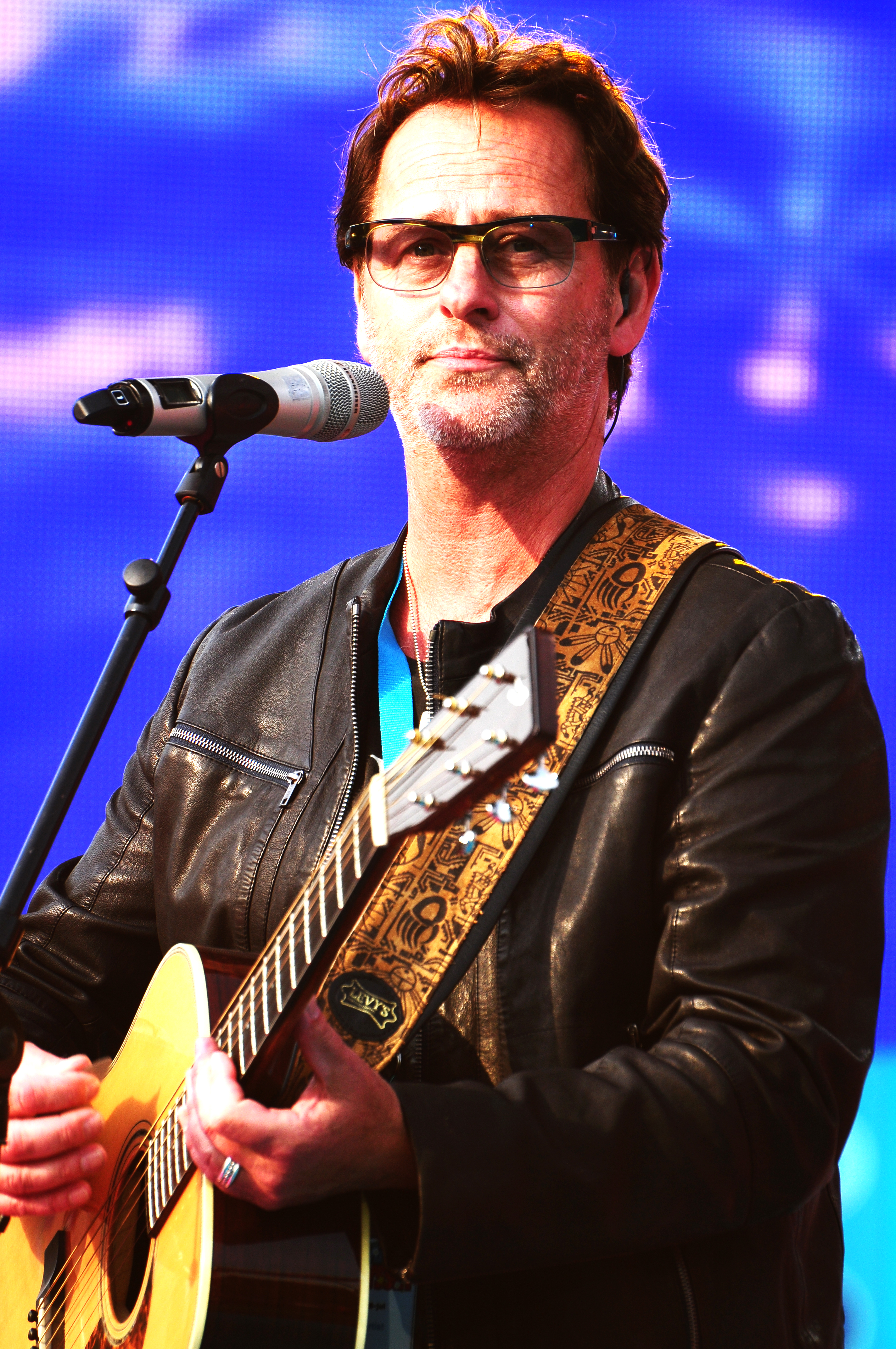
Säsongen startade med Uno Svenningsson som huvudperson.
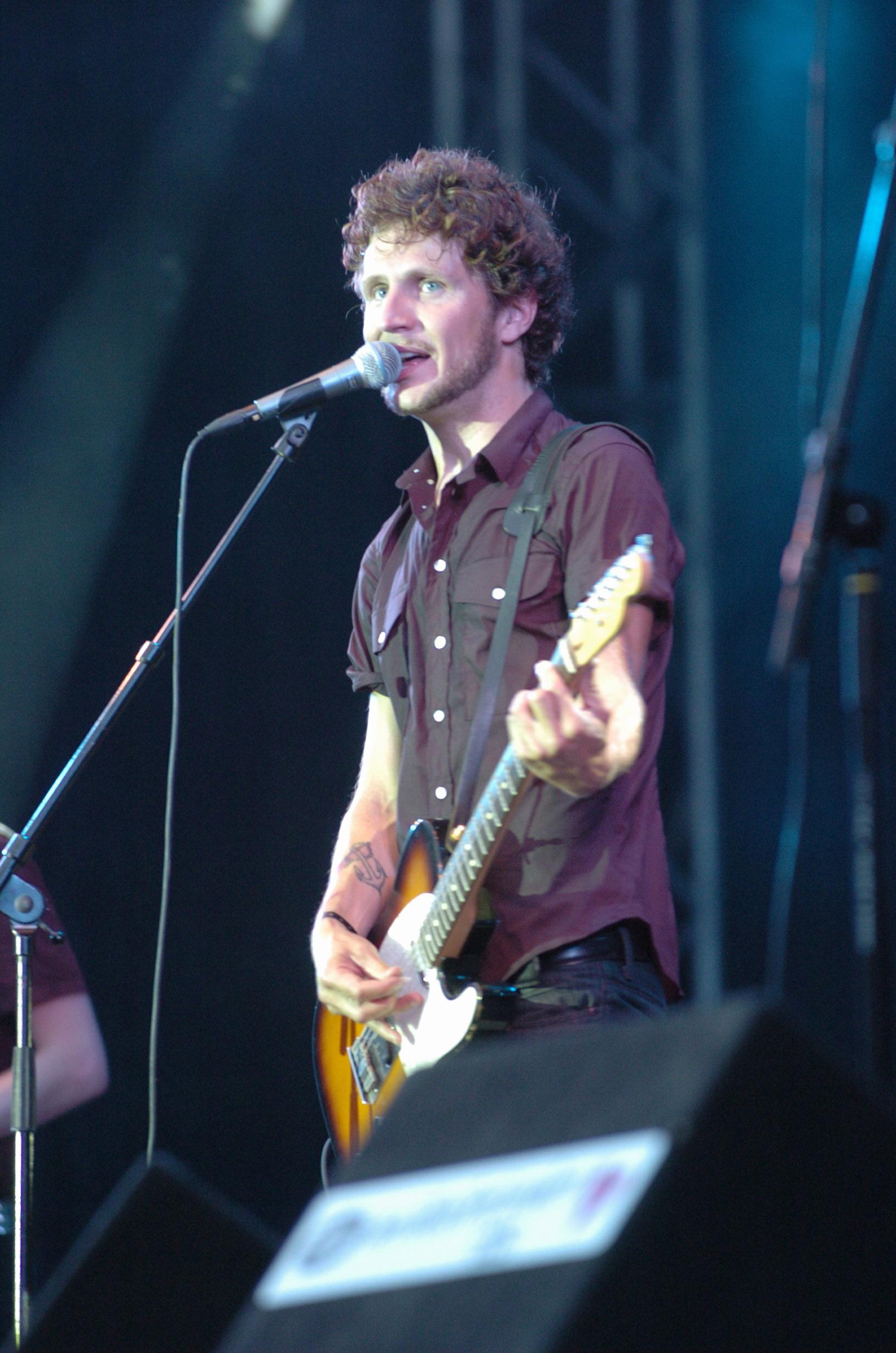
I det andra avsnittet var Anders "Moneybrother" Wendin huvudperson.
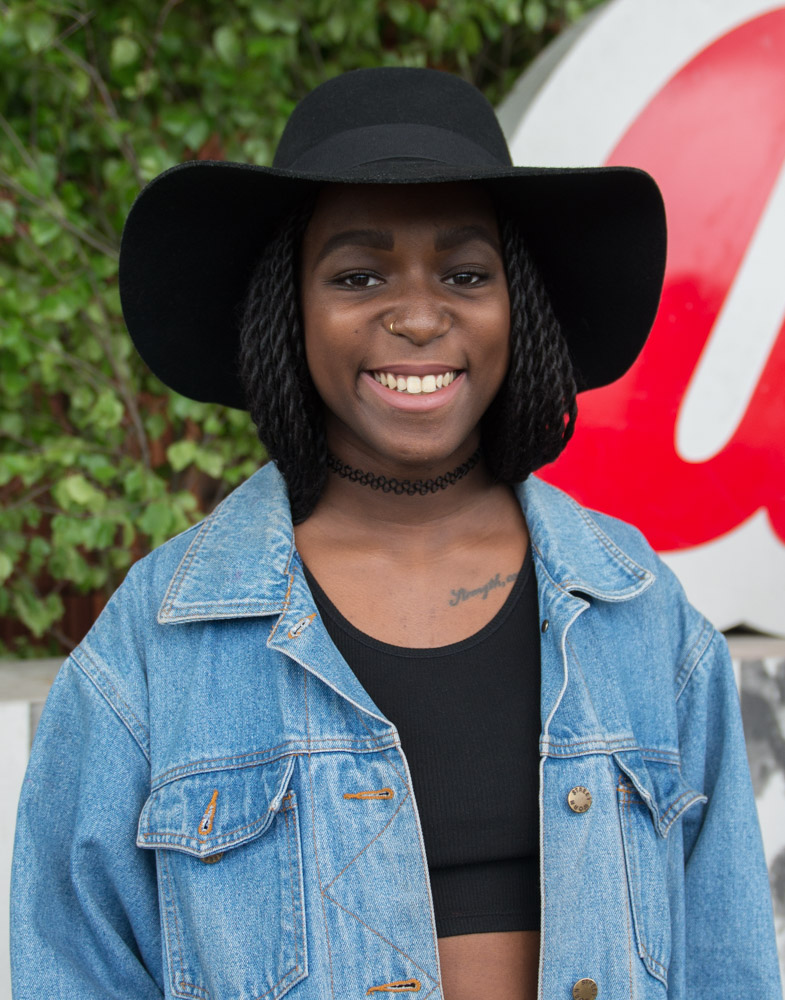
Sabina Ddumba var huvudpersonen i det tredje avsnittet.
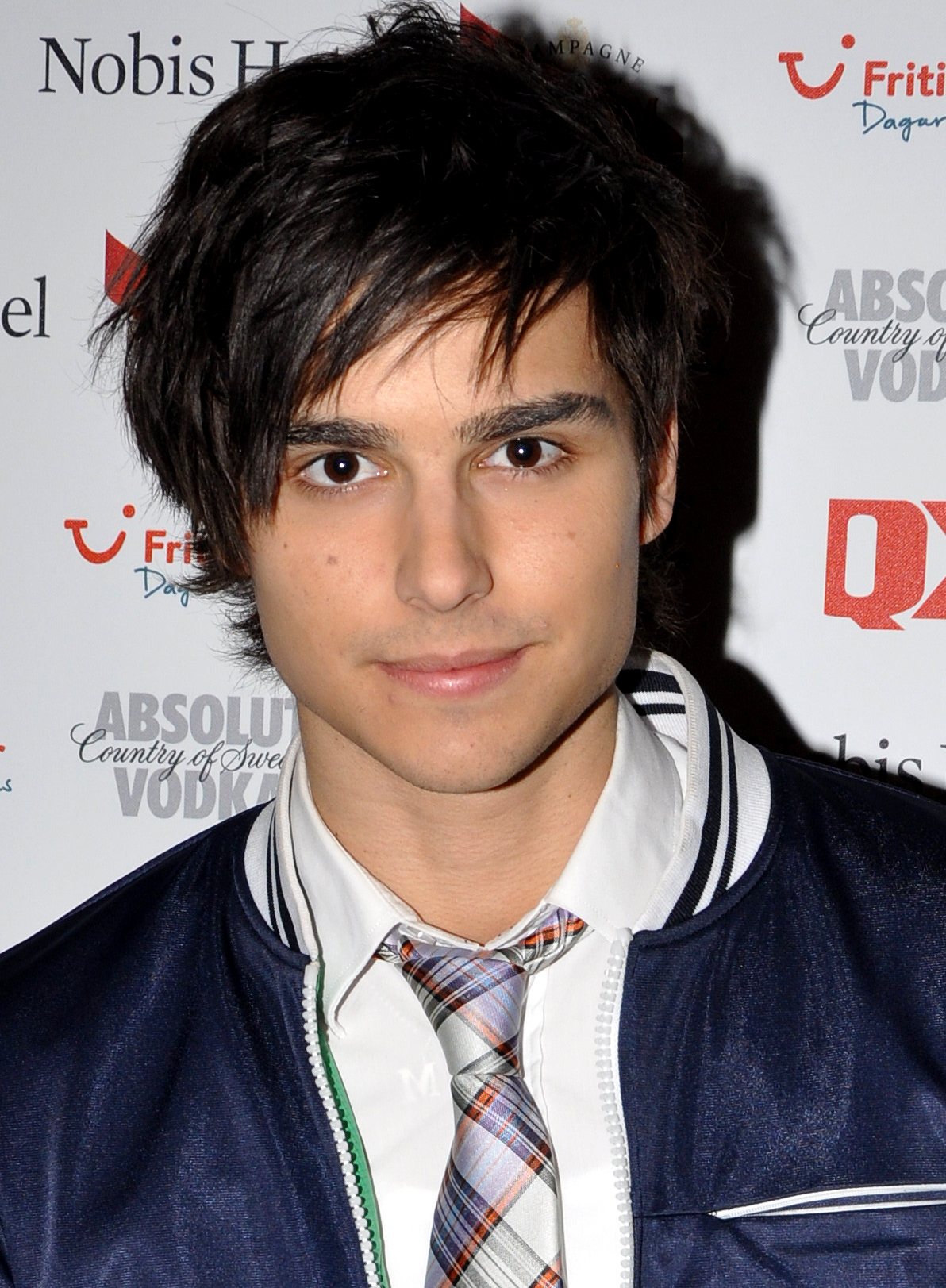
I det fjärde avsnittet blev Eric Saade tolkad.

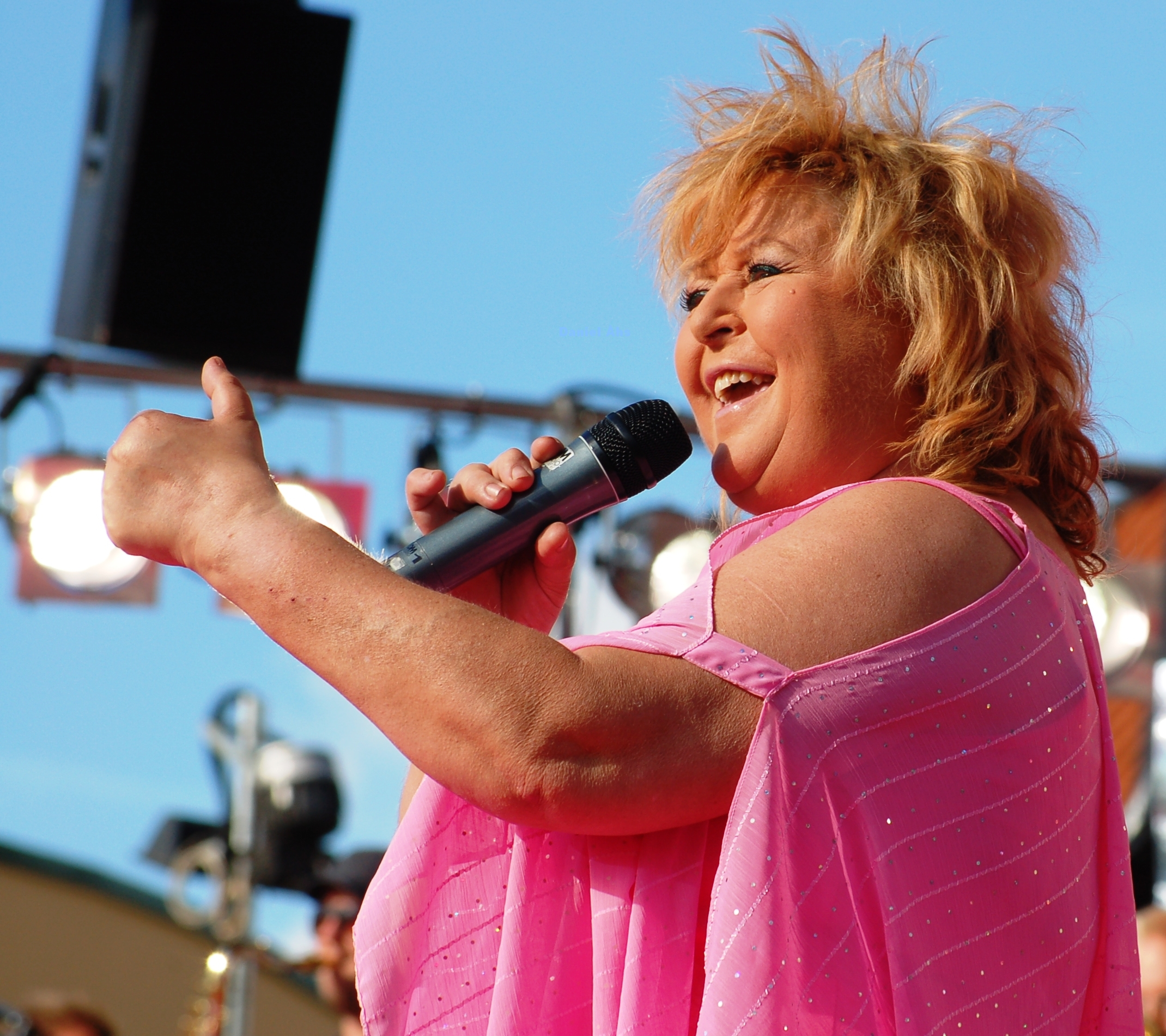
Kikki Danielsson blev tolkad i det femte avsnittet.
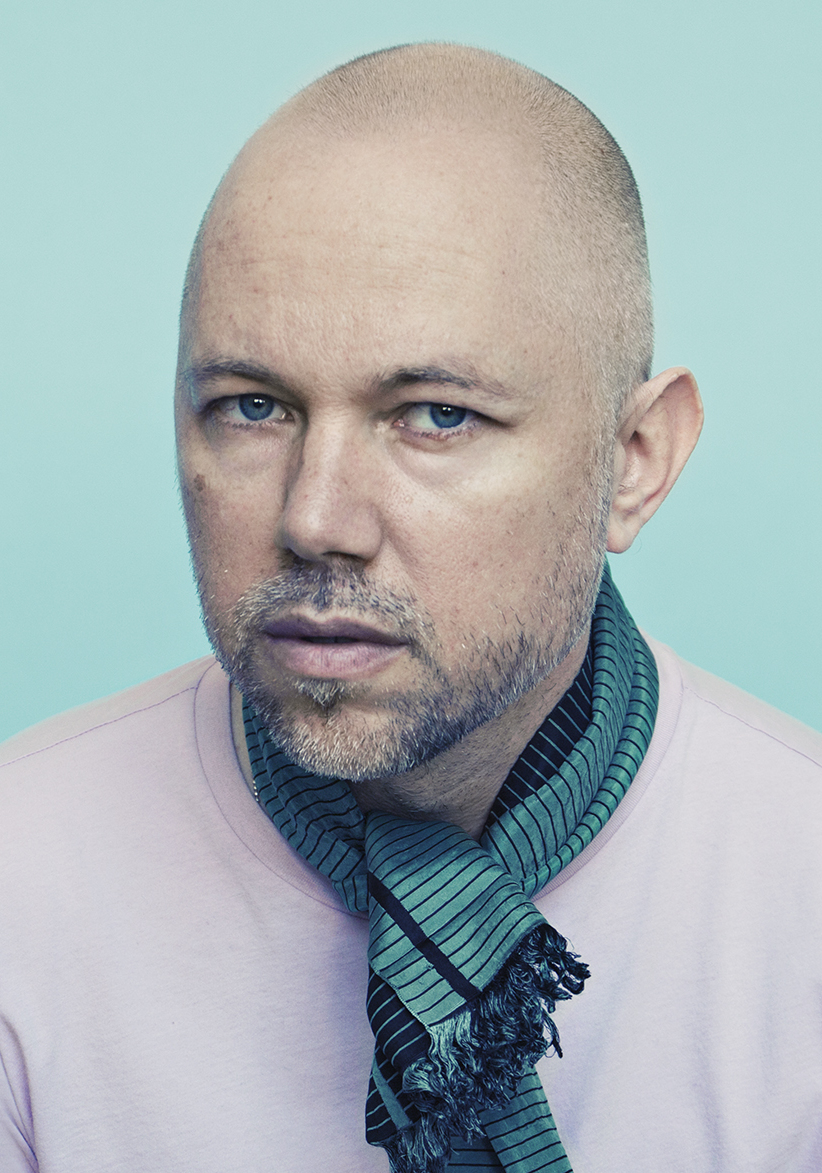
I det sjätte avsnittet var Tomas Andersson Wij huvudperson.
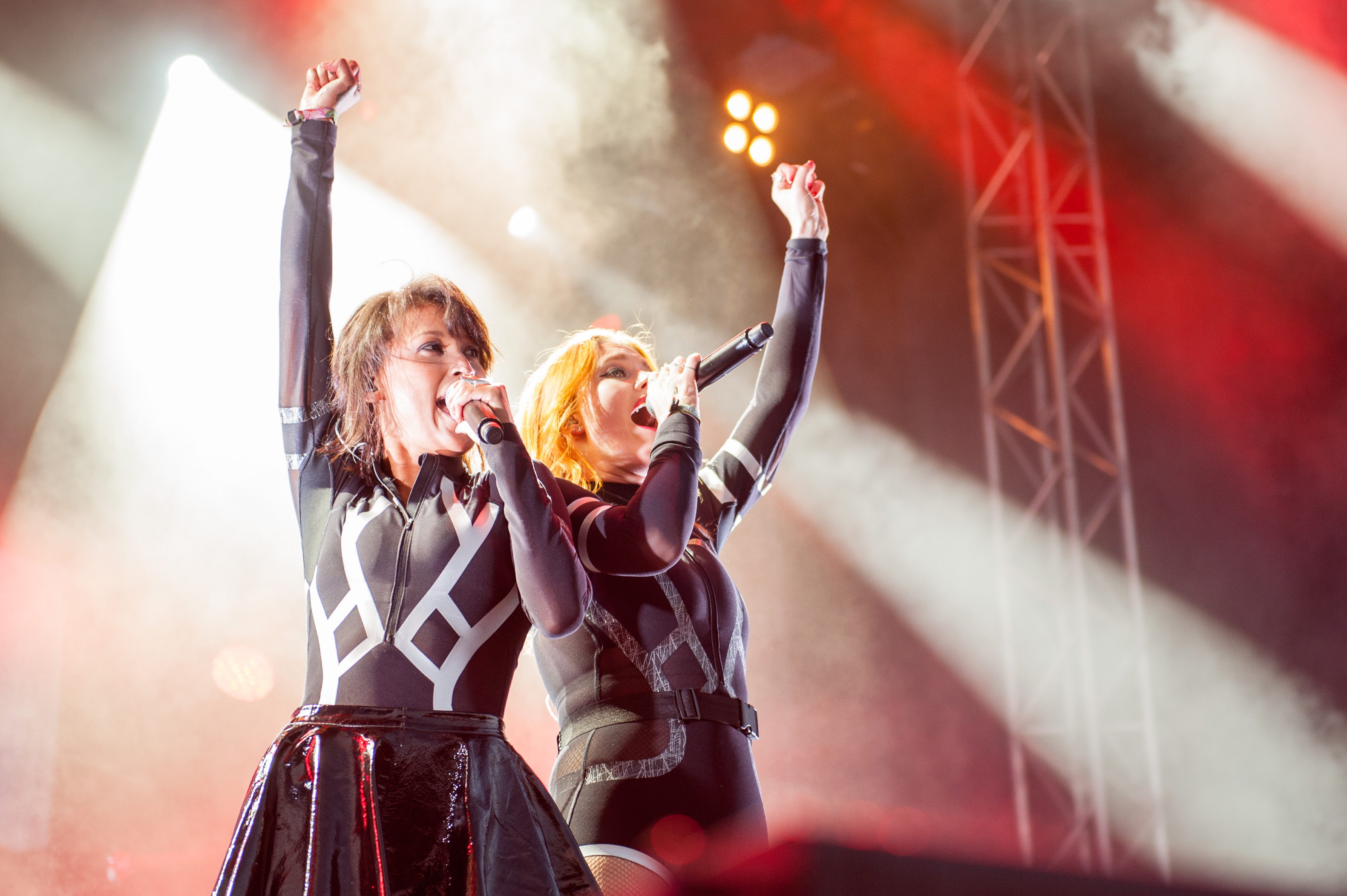
Icona Pop tolkades i det sjunde avsnittet.
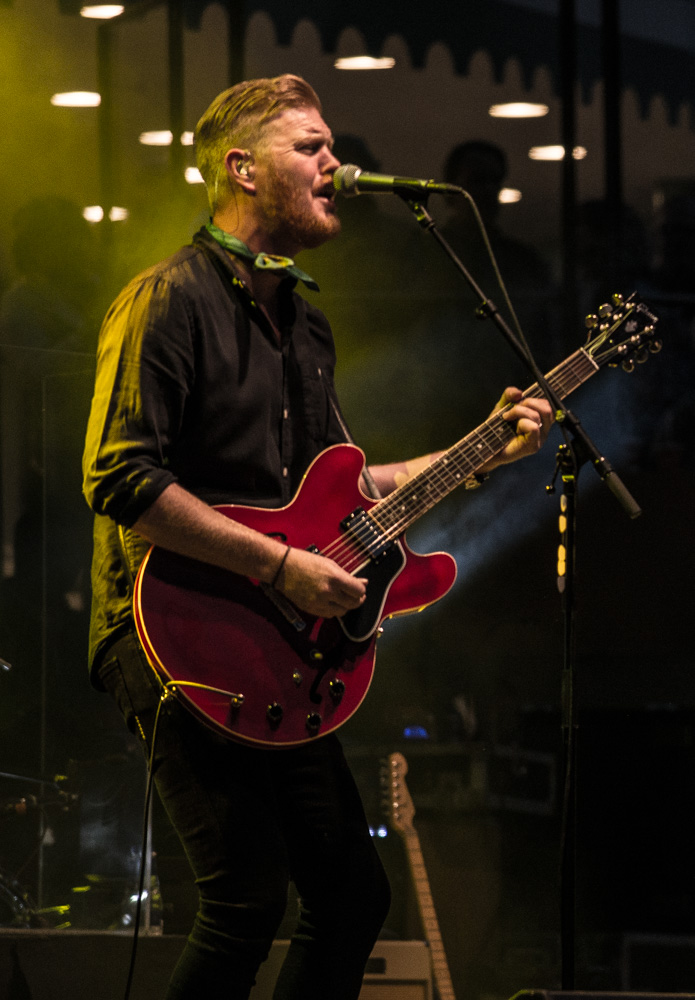
I det åttonde avsnittet gästade Oscar Magnusson.

| - Anders "Moneybrother" Wendin – "Tro på varann" - Sabina Ddumba – "Vågorna" - Eric Saade – "Allt man kan önska sig" - Tomas Andersson Wij – "I en annan del av världen" - Kikki Danielsson – "At the Border" (engelskspråkig version av "Under ytan") - Icona Pop – "Det måste gå" - Eric Saade – "Born Under a Bad Sign" - Uno Svenningsson – "Du kommer ångra det här" (egen svenskspråkig version av "You'll Be Sorry") - Sabina Ddumba – "It's Been Hurting All the Way with You, Joanna" - Kikki Danielsson – "Reconsider Me" - Icona Pop – "They're Building Walls Around Us" - Tomas Andersson Wij – "Snart kommer det en båt" (samma låt med ändrad text) - Icona Pop – "Not Too Young" - Tomas Andersson Wij – "Märkt av dig" (Original: "Scarred For Life") - Anders "Moneybrother" Wendin – "Sabina säger" (Original:"Kingdom Come") - Uno Svenningsson – "Effortless" - Kikki Danielsson – "Did It For The Fame" - Eric Saade – "Vill" (Original: "Want") - Uno Svenningsson – "Slå!" (Original: "Sting") - Kikki Danielsson – "Darkest Hour" - Icona Pop – "Hearts in the Air" - Sabina Ddumba – "Manboy" - Tomas Andersson Wij – "Den dag jag vinner allt" (Original: "Popular") - Anders "Moneybrother" Wendin – "Wide Awake" - Sabina Ddumba – "Varför är kärleken röd?" - Tomas Andersson Wij – "Godmorgon" - Uno Svenningsson – "Prins Decibel" (original: "Miss Decibel") - Eric Saade – "Bra vibrationer" - Icona Pop – "Don't Slam the Door" - Anders "Moneybrother" Wendin – "Du ser mig inte längre" (original: "It's Not About Me Anymore") | - Anders "Moneybrother" Wendin – "Tommy och hans mamma" - Kikki Danielsson – "Hälsingland" - Icona Pop – "The City We Call Home" (original: "Landet vi föddes i") - Uno Svenningsson – "Ett slag för dig" - Sabina Ddumba – "Orden i vinden" - Eric Saade – "Där får du andas ut" - Eric Saade – "We Got The World" - Tomas Andersson Wij – "All Night" - Uno Svenningsson – "Ingen är som jag" (original: "Manners") - Anders "Moneybrother" Wendin – "I Love It" - Kikki Danielsson – "Emergency" - Sabina Ddumba – "Brightside" I det åttonde avsnittet tolkade artisterna låtar av Sven-Erik Magnusson, där hans son Oscar Magnusson agerade huvudperson. - Uno Svenningsson – "Säg inte nej, säg kanske" - Eric Saade – "Fånga en dröm" - Kikki Danielsson – "Det var dans bort i vägen" - Icona Pop – "Sommar och sol" - Tomas Andersson Wij – "När solen färgar juninatten" - Anders "Moneybrother" Wendin – "Anita" - Sabina Ddumba – "Två mörka ögon" - Oscar Magnusson – "Så många mil så många år" I det nionde avsnittet möts artisterna igen för att prata minnen och se tillbaka på tiden som har gått sedan deras vistelse på Gotland. |

## Tittarsiffror
| Avsnitt | Datum            | Huvudperson              | Tittarsiffror |
| ------- | ---------------- | ------------------------ | ------------- |
| 1       | 21 oktober 2017  | Uno Svenningsson         | 1 767 000     |
| 2       | 28 oktober 2017  | Moneybrother             | 1 330 000     |
| 3       | 4 november 2017  | Sabina Ddumba            | 1 376 000     |
| 4       | 11 november 2017 | Eric Saade               | 1 314 000     |
| 5       | 18 november 2017 | Kikki Danielsson         | 1 661 000     |
| 6       | 25 november 2017 | Tomas Andersson Wij      | 1 238 000     |
| 7       | 2 december 2017  | Icona Pop                | 1 228 000     |
| 8       | 9 december 2017  | Sven-Erik Magnusson-tema | 1 771 000     |
| 9       | 16 december 2017 | Återträffen              | 1 256 000     |

## Listplaceringar
| Artist              | Låt                                              | Topp-placering | Topp-placering    | Topp-placering |
| Artist              | Låt                                              | Svensktoppen   | Sverigetopplistan |                |
| ------------------- | ------------------------------------------------ | -------------- | ----------------- | -------------- |
| Eric Saade          | "Allt man kan önska sig"                         | —              | 70                |                |
| Eric Saade          | "Bra vibrationer (vill ha mer)"                  | —              | 72                |                |
| Icona Pop           | "Heart In The Air"                               | —              | 70                |                |
| Icona Pop           | "Not Too Young"                                  | —              | 55                |                |
| Icona Pop           | "They're Building Walls Around Us"               | —              | 39                |                |
| Sabina Ddumba       | "It's Been Hurting All the Way with You, Joanna" | —              | 77                |                |
| Sabina Ddumba       | "Manboy"                                         | —              | 27                |                |
| Sabina Ddumba       | "Två mörka ögon"                                 | 6              | —                 |                |
| Sabina Ddumba       | "Varför är kärleken röd?"                        | —              | 57                |                |
| Sabina Ddumba       | "Vågorna"                                        | —              | 19                |                |
| Tomas Andersson Wij | "Den dag jag vinner allt"                        | —              | 63                |                |
| Tomas Andersson Wij | "När solen färgar juninatten"                    | 4              | —                 |                |
| Uno Svenningsson    | "Du kommer ångra det här"                        | 9              | 34                |                |

## Källhänvisningar
1. ↑  Hallengren, Mia-Li (17 mars 2017). ”De är klara för Så mycket bättre 2017”. TV4. http://www.tv4.se/s%C3%A5-mycket-b%C3%A4ttre/artiklar/de-%C3%A4r-klara-f%C3%B6r-s%C3%A5-mycket-b%C3%A4ttre-2017-58cbb2b7b9a9f661c2000306. Läst 29 oktober 2017.
2. ↑  ”Moneybrother – Tro på varann”. TV4. 29 oktober 2017. Arkiverad från originalet den 7 februari 2019. https://web.archive.org/web/20190207015259/https://www.tv4play.se/program/s%C3%A5-mycket-b%C3%A4ttre/3939963. Läst 29 oktober 2017.
3. ↑  ”Sabina Ddumba – Vågorna”. TV4. 29 oktober 2017. Arkiverad från originalet den 7 februari 2019. https://web.archive.org/web/20190207015109/https://www.tv4play.se/program/s%C3%A5-mycket-b%C3%A4ttre/3939965. Läst 29 oktober 2017.
4. ↑  ”Eric Saade – Allt man kan önska sig”. TV4. 29 oktober 2017. Arkiverad från originalet den 7 februari 2019. https://web.archive.org/web/20190207015650/https://www.tv4play.se/program/s%C3%A5-mycket-b%C3%A4ttre/3939968. Läst 29 oktober 2017.
5. ↑  ”Tomas Andersson Wij – I en annan del av världen”. TV4. 29 oktober 2017. Arkiverad från originalet den 7 februari 2019. https://web.archive.org/web/20190207015231/https://www.tv4play.se/program/s%C3%A5-mycket-b%C3%A4ttre/3940109. Läst 29 oktober 2017.
6. ↑  ”Kikki Danielsson – At The Border”. TV4. 29 oktober 2017. Arkiverad från originalet den 7 februari 2019. https://web.archive.org/web/20190207015302/https://www.tv4play.se/program/s%C3%A5-mycket-b%C3%A4ttre/3940110. Läst 29 oktober 2017.
7. ↑  ”Icona Pop – Det måste gå”. TV4. 29 oktober 2017. Arkiverad från originalet den 7 februari 2019. https://web.archive.org/web/20190207015720/https://www.tv4play.se/program/s%C3%A5-mycket-b%C3%A4ttre/3940113. Läst 29 oktober 2017.
8. ↑  ”Eric Saade – Born Under a Bad Sign”. TV4. 29 oktober 2017. Arkiverad från originalet den 7 februari 2019. https://web.archive.org/web/20190207015625/https://www.tv4play.se/program/s%C3%A5-mycket-b%C3%A4ttre/3940934. Läst 29 oktober 2017.
9. ↑  ”Uno Svenningsson – Du kommer ångra det här”. TV4. 29 oktober 2017. Arkiverad från originalet den 7 februari 2019. https://web.archive.org/web/20190207015738/https://www.tv4play.se/program/s%C3%A5-mycket-b%C3%A4ttre/3940935. Läst 29 oktober 2017.
10. ↑  ”Sabina Ddumba – It's Been Hurting All the Way with You, Joanna”. TV4. 29 oktober 2017. Arkiverad från originalet den 7 februari 2019. https://web.archive.org/web/20190207015046/https://www.tv4play.se/program/s%C3%A5-mycket-b%C3%A4ttre/3940936. Läst 29 oktober 2017.
11. ↑  ”Kikki Danielsson – Reconsider Me”. TV4. 29 oktober 2017. Arkiverad från originalet den 7 februari 2019. https://web.archive.org/web/20190207015457/https://www.tv4play.se/program/s%C3%A5-mycket-b%C3%A4ttre/3940937. Läst 29 oktober 2017.
12. ↑  ”Icona Pop – They're Building Walls Around Us”. TV4. 29 oktober 2017. Arkiverad från originalet den 7 februari 2019. https://web.archive.org/web/20190207015304/https://www.tv4play.se/program/s%C3%A5-mycket-b%C3%A4ttre/3940938. Läst 29 oktober 2017.
13. ↑  ”Tomas Andersson Wij – Snart kommer det en båt”. TV4. 29 oktober 2017. Arkiverad från originalet den 7 februari 2019. https://web.archive.org/web/20190207014938/https://www.tv4play.se/program/s%C3%A5-mycket-b%C3%A4ttre/3940939. Läst 29 oktober 2017.
14. ↑  ”Icona Pop – Not Too Young”. TV4. Arkiverad från originalet den 7 november 2017. https://web.archive.org/web/20171107055859/https://www.tv4.se/s%C3%A5-mycket-b%C3%A4ttre/klipp/icona-pop-not-too-young-3942122. Läst 5 november 2017.
15. ↑  ”Tomas Andersson Wij – Märkt av dig”. TV4. Arkiverad från originalet den 7 november 2017. https://web.archive.org/web/20171107060057/https://www.tv4.se/s%C3%A5-mycket-b%C3%A4ttre/klipp/tomas-andersson-wij-m%C3%A4rkt-av-dig-original-scarred-for-life-3942123. Läst 5 november 2017.
16. ↑  ”Anders "Moneybrother" Wendin – Kingdom Come”. TV4. Arkiverad från originalet den 7 november 2017. https://web.archive.org/web/20171107055700/https://www.tv4.se/s%C3%A5-mycket-b%C3%A4ttre/klipp/anders-moneybrother-wendin-kingdom-come-3942125. Läst 5 november 2017.
17. ↑  ”Uno Svenningsson – Effortless”. TV4. Arkiverad från originalet den 7 november 2017. https://web.archive.org/web/20171107055610/https://www.tv4.se/s%C3%A5-mycket-b%C3%A4ttre/klipp/uno-svenningsson-effortless-3942126. Läst 5 november 2017.
18. ↑  ”Kikki Danielsson – Did It For The Fame”. TV4. Arkiverad från originalet den 7 november 2017. https://web.archive.org/web/20171107111904/https://www.tv4.se/s%C3%A5-mycket-b%C3%A4ttre/klipp/kikki-danielsson-did-it-for-the-fame-3942127. Läst 5 november 2017.
19. ↑  ”Eric Saade – Vill”. TV4. Arkiverad från originalet den 7 november 2017. https://web.archive.org/web/20171107060540/https://www.tv4.se/s%C3%A5-mycket-b%C3%A4ttre/klipp/eric-saade-vill-original-want-3942128. Läst 5 november 2017.
20. ↑  ”Uno Svenningsson – Slå!”. TV4. Arkiverad från originalet den 15 november 2017. https://web.archive.org/web/20171115014636/https://www.tv4play.se/program/s%C3%A5-mycket-b%C3%A4ttre/3943506. Läst 12 november 2017.
21. ↑  ”Kikki Danielsson – Darkest Hour”. TV4. Arkiverad från originalet den 15 november 2017. https://web.archive.org/web/20171115014716/https://www.tv4play.se/program/s%C3%A5-mycket-b%C3%A4ttre/3943567. Läst 12 november 2017.
22. ↑  ”Icona Pop – Heart in the Air”. TV4. Arkiverad från originalet den 14 november 2017. https://web.archive.org/web/20171114202134/https://www.tv4play.se/program/s%C3%A5-mycket-b%C3%A4ttre/3943575. Läst 12 november 2017.
23. ↑  ”Sabina Ddumba – Manboy”. TV4. Arkiverad från originalet den 14 november 2017. https://web.archive.org/web/20171114202453/https://www.tv4play.se/program/s%C3%A5-mycket-b%C3%A4ttre/3943581. Läst 12 november 2017.
24. ↑  ”Tomas Andersson Wij – Den dag jag vinner allt”. TV4. Arkiverad från originalet den 14 november 2017. https://web.archive.org/web/20171114202212/https://www.tv4play.se/program/s%C3%A5-mycket-b%C3%A4ttre/3943584. Läst 12 november 2017.
25. ↑  ”Moneybrother – Wide Awake”. TV4. Arkiverad från originalet den 14 november 2017. https://web.archive.org/web/20171114202413/https://www.tv4play.se/program/s%C3%A5-mycket-b%C3%A4ttre/3943659. Läst 12 november 2017.
26. ↑  ”Sabina Ddumba – Varför är kärleken röd”. TV4. Arkiverad från originalet den 1 december 2017. https://web.archive.org/web/20171201033712/https://www.tv4play.se/program/s%C3%A5-mycket-b%C3%A4ttre/3944235. Läst 19 november 2017.
27. ↑  ”Tomas Andersson Wij – Godmorgon”. TV4. Arkiverad från originalet den 1 december 2017. https://web.archive.org/web/20171201030536/https://www.tv4play.se/program/s%C3%A5-mycket-b%C3%A4ttre/3944225. Läst 19 november 2017.
28. ↑  ”Uno Svenningsson – Prins Decibel”. TV4. Arkiverad från originalet den 1 december 2017. https://web.archive.org/web/20171201032326/https://www.tv4play.se/program/s%C3%A5-mycket-b%C3%A4ttre/3944233. Läst 19 november 2017.
29. ↑  ”Eric Saade – Bra vibrationer”. TV4. Arkiverad från originalet den 1 december 2017. https://web.archive.org/web/20171201031436/https://www.tv4play.se/program/s%C3%A5-mycket-b%C3%A4ttre/3944200. Läst 19 november 2017.
30. ↑  ”Icona Pop – Don’t Slam The Door”. TV4. Arkiverad från originalet den 7 februari 2019. https://web.archive.org/web/20190207015528/https://www.tv4play.se/program/s%C3%A5-mycket-b%C3%A4ttre/3944231. Läst 19 november 2017.
31. ↑  ”Moneybrother – Du ser mig inte längre”. TV4. Arkiverad från originalet den 1 december 2017. https://web.archive.org/web/20171201042459/https://www.tv4play.se/program/s%C3%A5-mycket-b%C3%A4ttre/3944240. Läst 19 november 2017.
32. ↑  ”Moneybrother – Tommy och hans mamma”. TV4. Arkiverad från originalet den 7 februari 2019. https://web.archive.org/web/20190207015307/https://www.tv4play.se/program/s%C3%A5-mycket-b%C3%A4ttre/3945362. Läst 26 november 2017.
33. ↑  ”Kikki Danielsson – Hälsingland”. TV4. Arkiverad från originalet den 7 februari 2019. https://web.archive.org/web/20190207015531/https://www.tv4play.se/program/s%C3%A5-mycket-b%C3%A4ttre/3945377. Läst 26 november 2017.
34. ↑  ”Icona Pop – The City We Call Home”. TV4. Arkiverad från originalet den 1 december 2017. https://web.archive.org/web/20171201040828/https://www.tv4play.se/program/s%C3%A5-mycket-b%C3%A4ttre/3945378. Läst 26 november 2017.
35. ↑  ”Uno Svenningsson – Ett slag för dig”. TV4. Arkiverad från originalet den 1 december 2017. https://web.archive.org/web/20171201035216/https://www.tv4play.se/program/s%C3%A5-mycket-b%C3%A4ttre/3945386. Läst 26 november 2017.
36. ↑  ”Sabina Ddumba – Orden i vinden”. TV4. Arkiverad från originalet den 1 december 2017. https://web.archive.org/web/20171201040955/https://www.tv4play.se/program/s%C3%A5-mycket-b%C3%A4ttre/3945390. Läst 26 november 2017.
37. ↑  ”Eric Saade – Där får du andas ut”. TV4. Arkiverad från originalet den 1 december 2017. https://web.archive.org/web/20171201030502/https://www.tv4play.se/program/s%C3%A5-mycket-b%C3%A4ttre/3945392. Läst 26 november 2017.
38. ↑  ”Eric Saade – We Got The World”. TV4. Arkiverad från originalet den 4 december 2017. https://web.archive.org/web/20171204061203/https://www.tv4play.se/program/s%C3%A5-mycket-b%C3%A4ttre/3946417. Läst 2 december 2017.
39. ↑  ”Tomas Andersson Wij – All Night”. TV4. Arkiverad från originalet den 4 december 2017. https://web.archive.org/web/20171204061201/https://www.tv4play.se/program/s%C3%A5-mycket-b%C3%A4ttre/3946419. Läst 2 december 2017.
40. ↑  ”Uno Svenningsson – Ingen är som jag”. TV4. Arkiverad från originalet den 4 december 2017. https://web.archive.org/web/20171204061228/https://www.tv4play.se/program/s%C3%A5-mycket-b%C3%A4ttre/3946421. Läst 2 december 2017.
41. ↑  ”Moneybrother – I Love It”. TV4. Arkiverad från originalet den 4 december 2017. https://web.archive.org/web/20171204061158/https://www.tv4play.se/program/s%C3%A5-mycket-b%C3%A4ttre/3946422. Läst 2 december 2017.
42. ↑  ”Kikki Danielsson – Emergency”. TV4. Arkiverad från originalet den 4 december 2017. https://web.archive.org/web/20171204061205/https://www.tv4play.se/program/s%C3%A5-mycket-b%C3%A4ttre/3946499. Läst 2 december 2017.
43. ↑  ”Sabina Ddumba – Brightside”. TV4. Arkiverad från originalet den 4 december 2017. https://web.archive.org/web/20171204061213/https://www.tv4play.se/program/s%C3%A5-mycket-b%C3%A4ttre/3946500. Läst 2 december 2017.
44. ↑  ”Uno Svenningsson – Säg inte nej, säg kanske”. TV4. Arkiverad från originalet den 7 februari 2019. https://web.archive.org/web/20190207014940/https://www.tv4play.se/program/s%C3%A5-mycket-b%C3%A4ttre/3947434. Läst 10 december 2017.
45. ↑  ”Eric Saade – Fånga en dröm”. TV4. Arkiverad från originalet den 12 december 2017. https://web.archive.org/web/20171212193327/https://www.tv4play.se/program/s%C3%A5-mycket-b%C3%A4ttre/3947437. Läst 10 december 2017.
46. ↑  ”Kikki Danielsson – Det var dans bort i vägen”. TV4. Arkiverad från originalet den 12 december 2017. https://web.archive.org/web/20171212193322/https://www.tv4play.se/program/s%C3%A5-mycket-b%C3%A4ttre/3947440. Läst 10 december 2017.
47. ↑  ”Icona Pop – Sommar och sol”. TV4. Arkiverad från originalet den 12 december 2017. https://web.archive.org/web/20171212193325/https://www.tv4play.se/program/s%C3%A5-mycket-b%C3%A4ttre/3947447. Läst 10 december 2017.
48. ↑  ”Tomas Andersson Wij – När solen färgar juninatten”. TV4. Arkiverad från originalet den 12 december 2017. https://web.archive.org/web/20171212193340/https://www.tv4play.se/program/s%C3%A5-mycket-b%C3%A4ttre/3947456. Läst 10 december 2017.
49. ↑  ”Moneybrother – Anita”. TV4. Arkiverad från originalet den 12 december 2017. https://web.archive.org/web/20171212193301/https://www.tv4play.se/program/s%C3%A5-mycket-b%C3%A4ttre/3947457. Läst 10 december 2017.
50. ↑  ”Sabina Ddumba – Två mörka ögon”. TV4. Arkiverad från originalet den 12 december 2017. https://web.archive.org/web/20171212193320/https://www.tv4play.se/program/s%C3%A5-mycket-b%C3%A4ttre/3947459. Läst 10 december 2017.
51. ↑  ”Oscar Magnusson – Så många mil så många år”. TV4. Arkiverad från originalet den 12 december 2017. https://web.archive.org/web/20171212193115/https://www.tv4play.se/program/s%C3%A5-mycket-b%C3%A4ttre/3947461. Läst 10 december 2017.
52. ↑  ”Mediamätning i Skandinavien”. Arkiverad från originalet den 21 februari 2016. https://web.archive.org/web/20160221070857/http://hottoptv.mms.se/.
53. 1 2  ”Discography Eric Saade” (på engelska). swedishcharts.com. https://swedishcharts.com/showinterpret.asp?interpret=Eric+Saade. Läst 1 november 2021.
54. 1 2 3  ”Discography Icona Pop” (på engelska). swedishcharts.com. https://swedishcharts.com/showinterpret.asp?interpret=Icona+Pop. Läst 1 november 2021.
55. 1 2 3 4  ”Discography Sabina Ddumba” (på engelska). swedishcharts.com. https://swedishcharts.com/showinterpret.asp?interpret=Sabina+Ddumba. Läst 1 november 2021.
56. ↑  Jappevik, Gustav; Jappevik, Lova. ”Sabina Ddumba - Se alla låtar och listplaceringar”. NostalgiListan. https://www.nostalgilistan.se/sabina-ddumba-13119. Läst 1 november 2021.
57. ↑  ”Discography Tomas Andersson Wij” (på engelska). swedishcharts.com. https://swedishcharts.com/showinterpret.asp?interpret=Tomas+Andersson+Wij. Läst 1 november 2021.
58. ↑  Jappevik, Gustav; Jappevik, Lova. ”Tomas Andersson Wij - Se alla låtar och listplaceringar”. NostalgiListan. https://www.nostalgilistan.se/tomas-andersson-wij-2435. Läst 1 november 2021.
59. ↑  Jappevik, Gustav; Jappevik, Lova. ”Uno Svenningsson - Se alla låtar och listplaceringar”. NostalgiListan. https://www.nostalgilistan.se/uno-svenningsson-1754. Läst 1 november 2021.
60. ↑  ”Discography Uno Svenningsson” (på engelska). swedishcharts.com. https://swedishcharts.com/showinterpret.asp?interpret=Uno+Svenningsson. Läst 1 november 2021.